# Ghirlanda

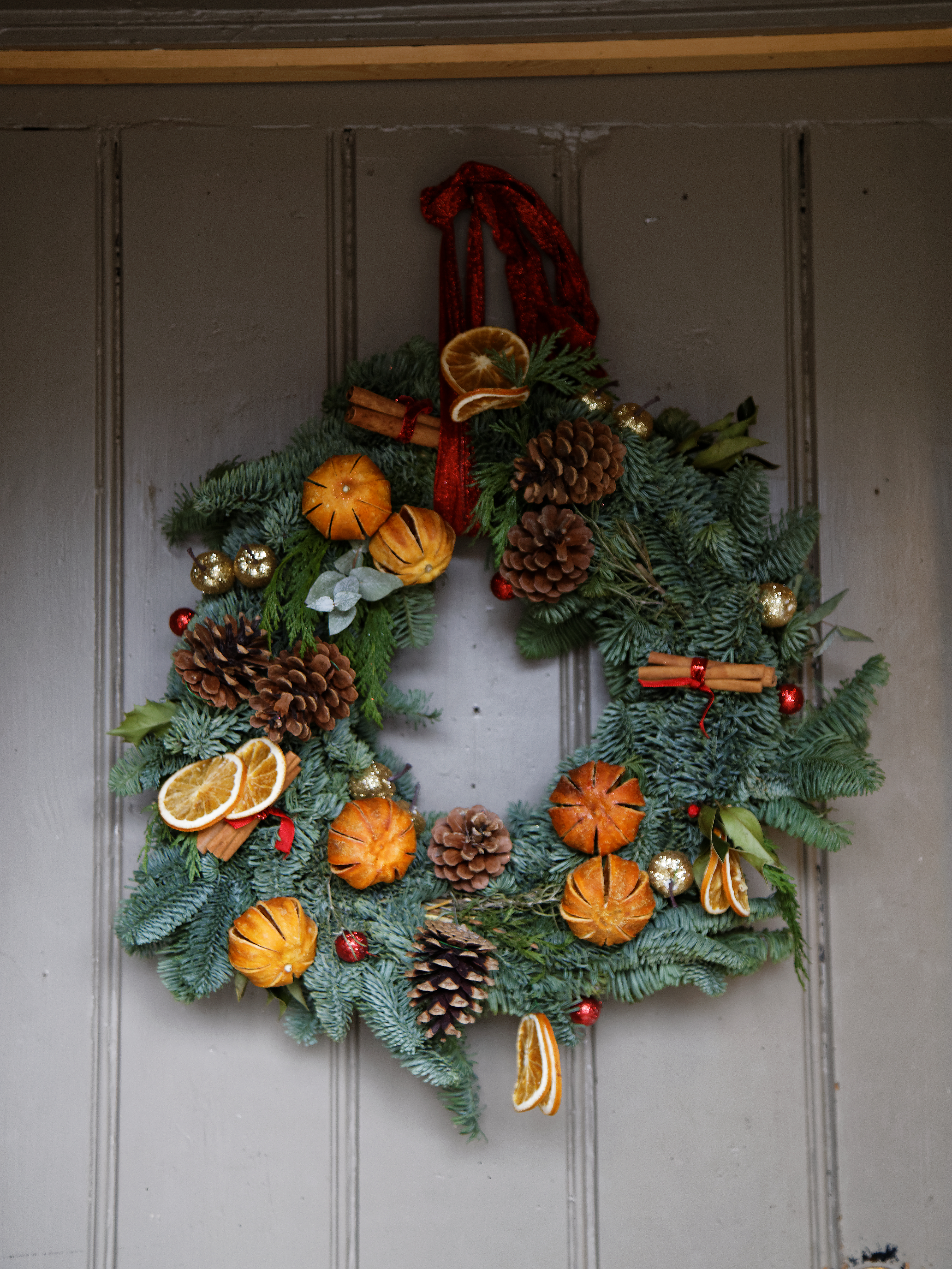
Una ghirlanda natalizia su una porta di casa in Inghilterra.

Una ghirlanda è un assortimento di fiori, foglie, frutti, ramoscelli o vari materiali intrecciati che è costruito per formare una corona circolare o anello.
Nei paesi di lingua inglese, le ghirlande sono generalmente utilizzate come ornamenti domestici, più comunemente come decorazioni del periodo natalizio (tipici esempi sono le corone dell'Avvento e le ghirlande natalizie). Sono anche utilizzate in eventi cerimoniali in molte culture di tutto il mondo. Possono essere indossate come una corona sulla testa o attorno al collo. Altre ghirlande hanno le estremità aperte, come i festoni.

## Etimologia

Ghirlanda di fiori risalente al Nuovo Regno

La parola ghirlanda deriva dal provenzale 'guirlanda'

## Storia

### Antiche ghirlande etrusche
Le ghirlande erano un disegno usato nell'antichità nell'Europa meridionale. I più noti sono i gioielli della civiltà etrusca, realizzati in oro o altri metalli preziosi. I simboli dei miti greci compaiono spesso nei disegni, impressi in metallo prezioso alle estremità della corona. Gli antichi scrittori romani si riferivano alle corona sutilis etrusche, che erano ghirlande con le loro foglie cucite su uno sfondo. Queste ghirlande assomigliano a un diadema, con sottili foglie di metallo attaccate a una fascia ornamentale. Le ghirlande appaiono anche impresse nei medaglioni etruschi. Le piante mostrate mentre fanno le ghirlande nei gioielli etruschi includono edera, quercia, foglie di ulivo, mirto, alloro, grano e viti.
Le ghirlande erano indossate come corone dai sovrani etruschi. Il simbolismo etrusco continuò ad essere utilizzato nell'antica Grecia e a Roma. Anche i magistrati romani indossavano ghirlande d'oro come corone, come testimonianza simbolica del loro lignaggio ai primi sovrani etruschi di Roma.

### Antica Grecia e Roma

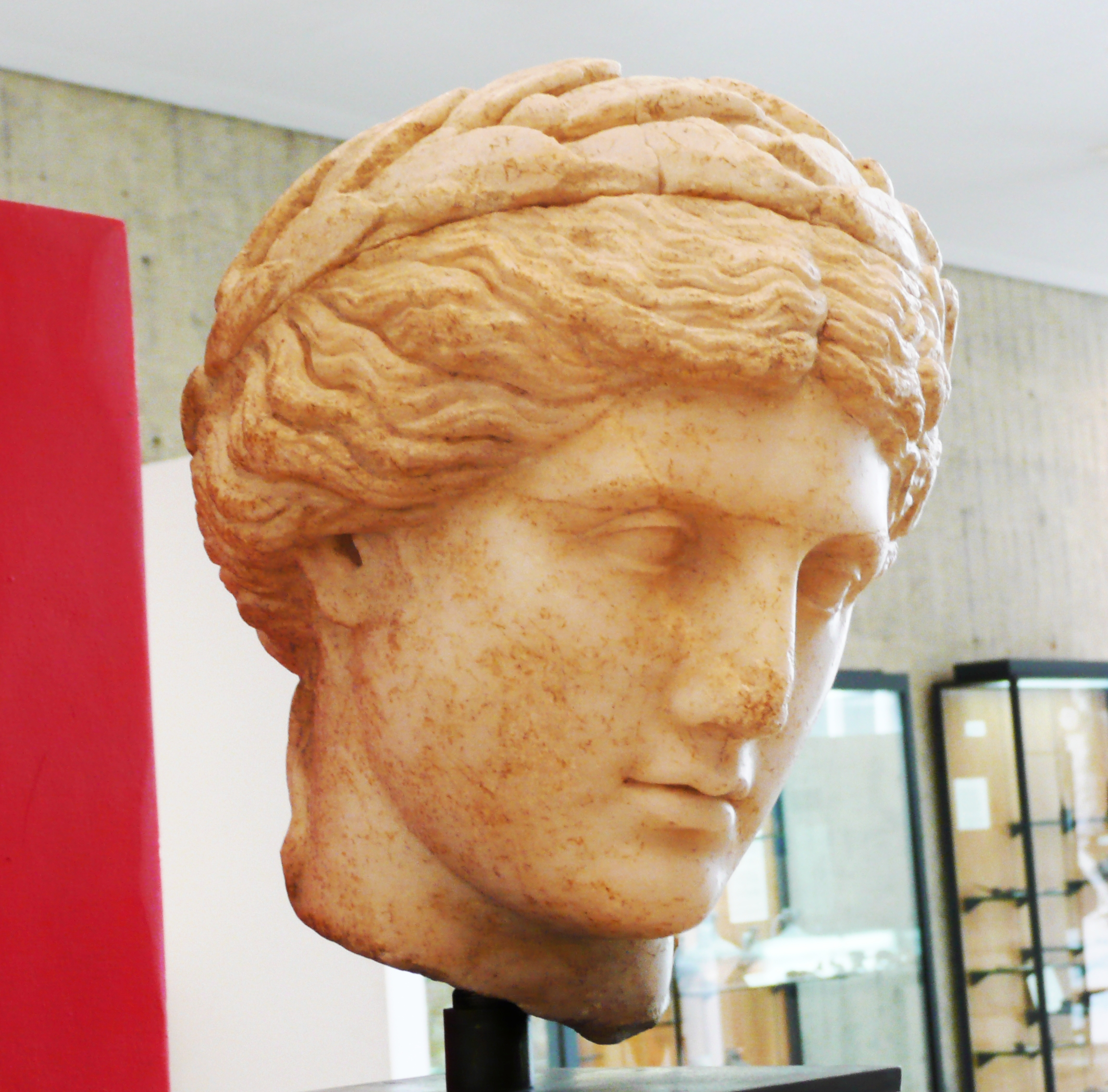
Una replica del busto di Apollo che indossa una corona di alloro.

Nel mondo greco-romano, le ghirlande erano usate come ornamento che poteva rappresentare l'occupazione, il rango, i successi e lo status di una persona. La corona comunemente usata era la corona d'alloro. L'uso di questa ghirlanda deriva dal mito greco che coinvolge Apollo, dio della vita e della luce, che si innamorò della ninfa Dafne. Quando la inseguì lei fuggì e chiese al dio del fiume Peneo per aiutarlo. Peneo la trasformò in un albero di alloro. Da quel giorno Apollo indossò sul capo una corona d'alloro. Le corone di alloro furono associate a ciò che Apollo incarnava; vittoria, successo e status e in seguito sarebbe diventato uno dei simboli più comunemente usati per indicare il successo in tutta l'antica Grecia e l'antica Roma. Le corone di alloro erano usate per incoronare gli atleti vittoriosi ai Giochi Olimpici antichi, come i Giochi pitici, e sono ancora indossate in Italia dagli studenti universitari appena laureati.

## Ghirlande moderne

### Ghirlande di Avvento e Natale
Nel cristianesimo, le ghirlande sono utilizzate per osservare il tempo dell'Avvento, in preparazione al Natale e all'Epifania, nonché per celebrare gli ultimi due tempi liturgici. Queste ghirlande, come con altre decorazioni dell'Avvento e del Natale, sono spesso allestite la prima domenica di Avvento. La corona dell'Avvento fu usata per la prima volta dai luterani in Germania nel XVI secolo, e nel 1839, il pastore protestante Johann Hinrich Wichern utilizzò una ghirlanda ricavata dalla ruota di un carro per educare i bambini sul significato e lo scopo del Natale, nonché per aiutarli a contarne l'avvicinarsi, dando così origine alla versione moderna della corona dell'Avvento. Per ogni domenica di Avvento, a partire dalla quarta domenica prima di Natale, metteva una candela bianca nella corona e per ogni giorno intermedio usava una candela rossa. Da allora l'uso della corona dell'Avvento si è diffuso dalla Chiesa luterana a molte denominazioni cristiane. Le ghirlande dell'Avvento e del Natale sono costruite con sempreverdi per rappresentare la vita eterna portata attraverso Gesù e la forma circolare della ghirlanda rappresenta Dio, senza inizio né fine. Le ghirlande dell'Avvento sono ora un simbolo popolare per celebrare la venuta di Cristo, con il primo utilizzato per segnare l'inizio dell'anno liturgico della Chiesa cristiana ed entrambi servono come decorazione durante le festività dell'Avvento e del periodo natalizio. All'interno dell'Avvento, la Chiesa celebra il giorno di Santa Lucia, memoriale di Santa Lucia, che si dice abbia portato "cibo e aiuto ai cristiani nascosti nelle catacombe" usando una ghirlanda di candele per "illuminare la sua strada e lasciarle le mani libere per portare quanto più cibo possibile"; per questo, in questo giorno, molte giovani cristiane si vestono da Santa Lucia, portando sul capo una corona.

### Ghirlande funebri e commemorative

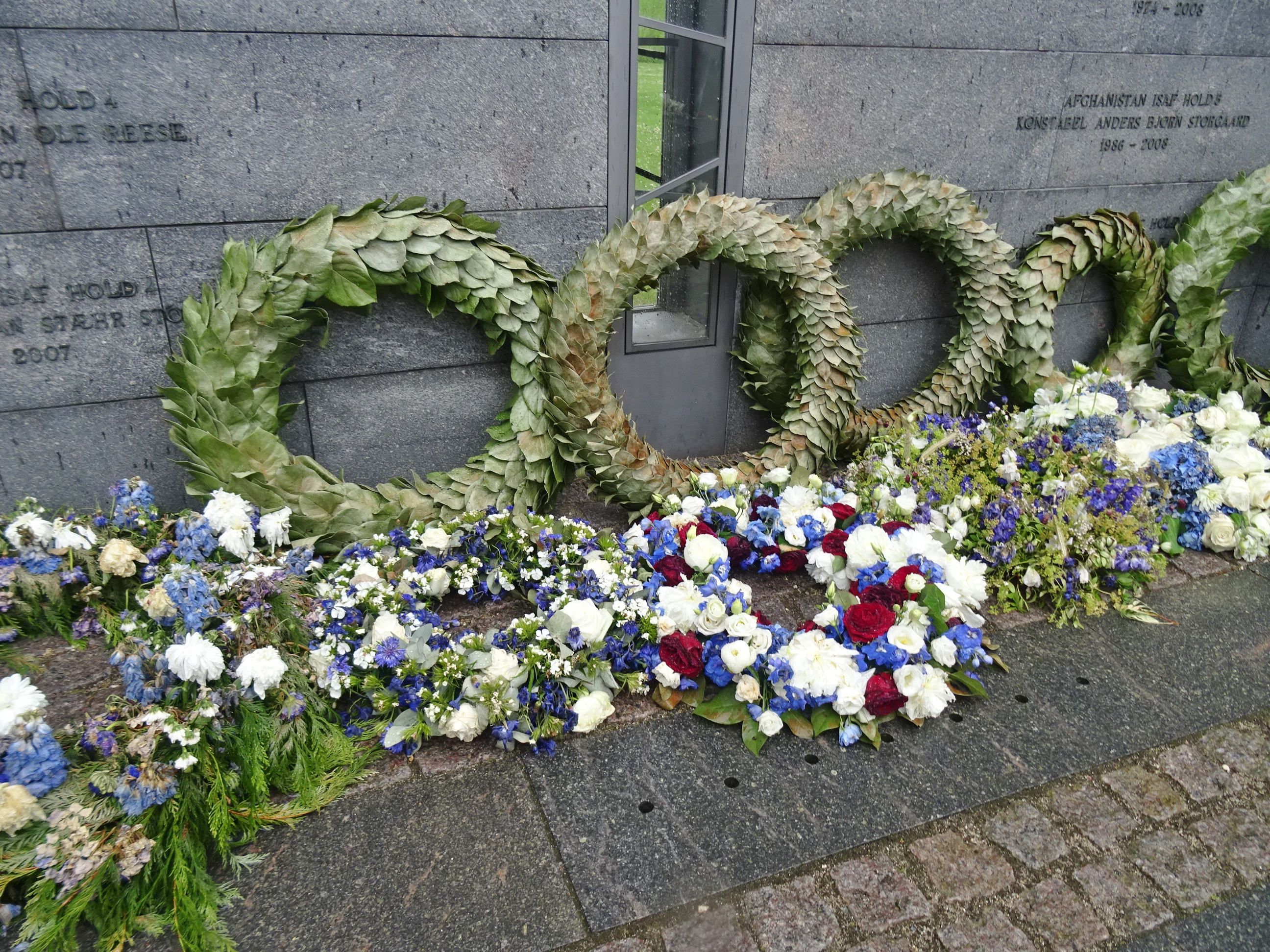
Ghirlande per un funerale.

Il simbolismo delle ghirlande è stato utilizzato ai funerali almeno dai tempi dell'antica Grecia, per rappresentare un cerchio di vita eterna. Ghirlande sempreverdi venivano deposte nel luogo di sepoltura delle prime vergini martiri cristiane in Europa, il sempreverde rappresentava la vittoria dello spirito eterno sulla morte.
Le ghirlande vengono comunemente deposte sulle tombe dei soldati e nei cenotafi commemorativi durante le cerimonie del Memorial Day e del Giorno della Memoria. Le ghirlande possono anche essere deposte in memoria di persone disperse in mare, a causa di un incidente o di un'azione della marina. In un servizio funebre in mare, la corona viene calata in acqua e portata alla deriva.

## Cerimonie di deposizione delle corone

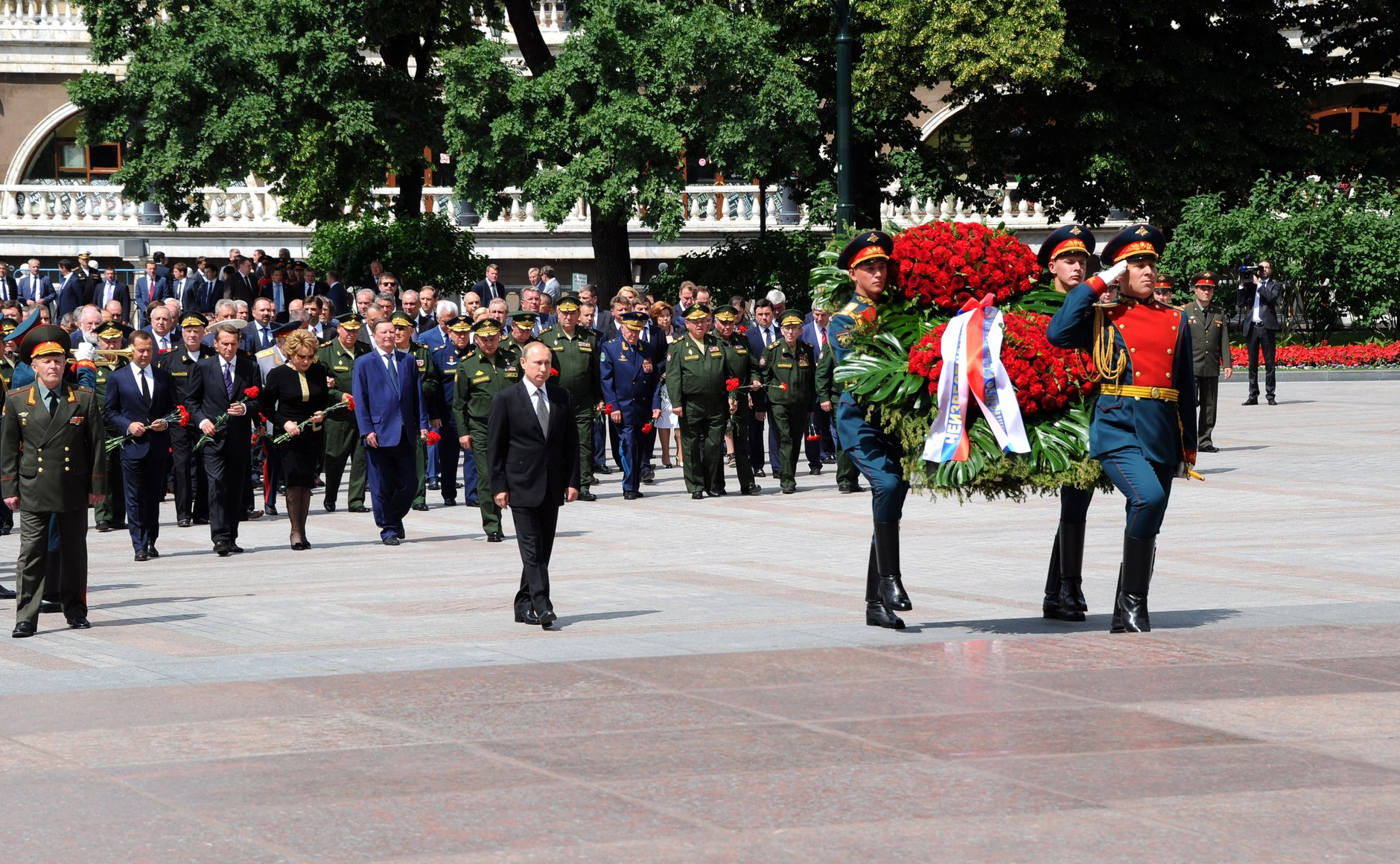
Deposizione di una corona alla tomba del milite ignoto a Mosca, maggio 2008.

Una cerimonia di deposizione di corone di alloro è una pratica tradizionale durante la quale le ghirlande funebri vengono deposte in una tomba o in un luogo commemorativo. Viene fatto come segno formale di rispetto nei confronti di un particolare tributo (es. Tomba del Milite Ignoto). Si tratta di cerimonie formali che coinvolgono dignitari di alto rango come i capi di Stato. Una volta deposta una ghirlanda, la persona che depone la ghirlanda fa qualche passo indietro per inchinarsi/salutare il memoriale. Durante le cerimonie di deposizione di ghirlande di natura militare, vengono riprodotti suoni di tromba.
In Russia, è tradizione deporre ghirlande ai monumenti ai caduti nei giorni dell'onore militare e nelle festività militari commemorative, come il Giorno dei difensori della Patria e la Giornata della vittoria. Una delle più notevoli deposizioni di ghirlande avviene presso la tomba del Milite Ignoto a Mosca, dove i dignitari sono indotti a deporre una corona funebre vicino alla fiamma eterna. Un momento di silenzio viene quindi condotto, che di solito è seguito da una solenne marcia di passaggi della guardia d'onore.